# A kis jegesmedve 2. – A titokzatos sziget
A kis jegesmedve 2. – A titokzatos sziget (eredeti cím: Der kleine Eisbär 2 – Die geheimnisvolle Insel) 2005-ben készült német-amerikai rajzfilm, A kis jegesmedve folytatása.

## Szereposztás
| Szereplő           | Eredeti hang        | Magyar hang            | Magyar hang            |
| Szereplő           | Eredeti hang        | 1. szereposztás (2007) | 2. szereposztás (2009) |
| ------------------ | ------------------- | ---------------------- | ---------------------- |
| Lars               | Maximilian Artajo   | Markovics Tamás        | ?                      |
| Greta              | Céline Vogt         | Böhm Anita             | ?                      |
| Robby              | Leander Wolf        | Fekete Zoltán          | Penke Bence            |
| Caruso             | Dirk Bach           | Maday Gábor            | Kerekes József         |
| Maria              | Joy Gruttmann       | Dögei Éva              | Andrádi Zsanett        |
| Kalle              | Atze Schröder       | Papp János             | Várday Zoltán          |
| Palle              | Oliver Kalkofe      | ?                      | ?                      |
| Nalle              | Bastian Pastewka    | ?                      | ?                      |
| Mika, Lars apja    | Ingolf Lück         | Kőszegi Ákos           | Berzsenyi Zoltán       |
| Frieda, Lars anyja | Anke Engelke        | ?                      | Farkas Zita            |
| Iguanita           | Anke Engelke        | ?                      | ?                      |
| Pepe               | Ralf Schmitz        | ?                      | ?                      |
| Booby              | Mirco Nontschew     | ?                      | ?                      |
| Darwina            | Eva Mattes          | ?                      | Menszátor Magdolna     |
| Lena               | Adak Azdasht        | ?                      | ?                      |
| Pieps              | Lisa Mitsching      | ?                      | ?                      |
| Chucho             | Max von der Groeben | Kilényi Márk           | ?                      |
| Chucho anyja       | Brit Gülland        | ?                      | ?                      |
| Carlson            | Simon Gosejohann    | ?                      | ?                      |
| Bill               | Elton               | ?                      | ?                      |
| Kapitány           | Tetje Mierendorf    | ?                      | ?                      |
| Lavaechse          | Birgit Lechtermann  | ?                      | ?                      |